# Geislingen an der Steige
 Geislingen an der Steige es una localidad de Göppingen en Baden-Wurtemberg, al sur de Alemania.
Aunque se han hallado restos de la Edad de Bronce, la ciudad fue fundada por la casa Helfenstein en el siglo XII como centro comercial en la ruta del Rin al Mediterráneo. 